# إدارة التعليم في كولورادو
قسم إدارة التعليم في كولورادو (بالإنجليزية: Colorado Department of Education CDE)‏ أو ما يعرف اختصاراً بـ (CDE)، هي الهيئة الرئيسية في حكومة ولاية كولورادو المسؤولة عن مجال التعليم. يقع المقر الرئيسي للهيئة في دنفر، عاصمة ولاية كولورادو الأمريكية. يكلف أعضاء مجلس التعليم في ولاية كولورادو بالإشراف العام على المدارس العامة، ويمتلكون صلاحيات وواجبات عديدة محددة في القانون الولائي. ينتخب أفراد المجلس بشكل حزبي لخدمة فترات تستمر مدة ست سنوات دون أجر مقابل.

## روابط خارجية
- كولورادو وزارة التعليم